# George Hislop

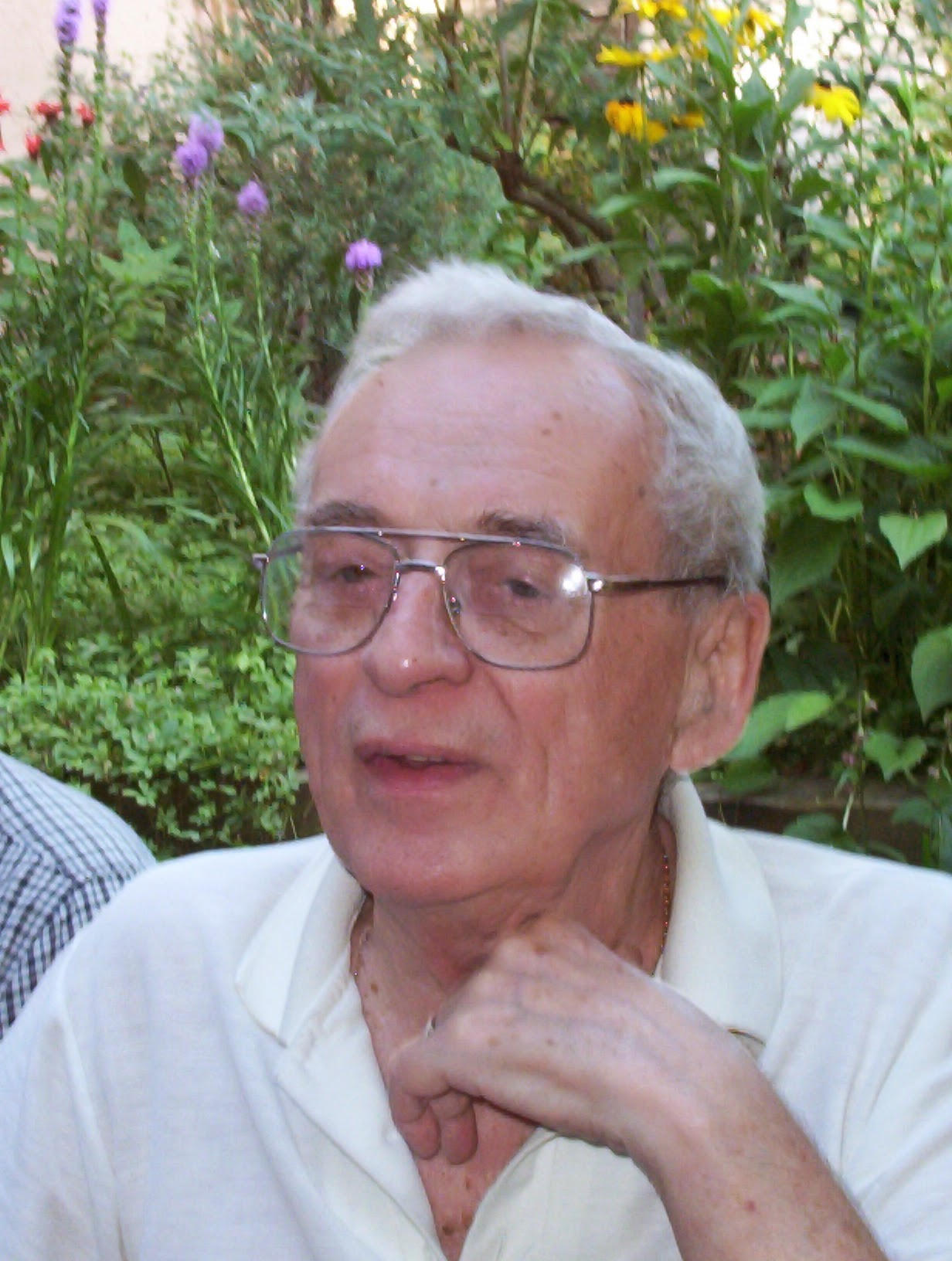
George Hislop

George Hislop (3 tháng 6 năm 1927 – 8 tháng 10 năm 2005) là một trong những nhà hoạt động đồng tính có ảnh hưởng nhất của Canada. Ông là một trong những ứng cử viên đồng tính công khai sớm nhất cho văn phòng chính trị ở Canada, và là nhân vật chủ chốt trong sự phát triển ban đầu của cộng đồng đồng tính nam Toronto.

## Sự nghiệp sớm
Hislop học diễn thuyết và kịch tại Trường Mỹ thuật Banff, tốt nghiệp năm 1949. Sau đó, ông làm việc như một diễn viên, và điều hành một công ty thiết kế nội thất với bạn đời của mình, Ron Shearer.

## Bầu cử
Năm 1980, Hislop ra tranh cử tại Hội đồng Thành phố Toronto. Ông đã giành được sự ủng hộ của Thị trưởng lúc đó là John Sewell, một động thái góp phần vào sự thất bại của Sewell. Hiệp hội cảnh sát Toronto công khai vận động chống lại cả Sewell và Hislop trong cuộc bầu cử. Năm sau, Hislop đã tham gia bầu cử cấp tỉnh năm 1981 với tư cách là ứng cử viên độc lập tại St. George để phản đối cuộc đột kích nhà tắm ở Toronto 1981. Hislop đã bị buộc tội vì những cuộc đột kích này, với tư cách là chủ sở hữu của nhà tắm Barracks. Ông đứng thứ tư với 2.677 phiếu bầu (chiếm 9,3% tổng số), một kết thúc mạnh mẽ cho một ứng cử viên độc lập.
Trong những năm 1980 và 1990, Hislop vẫn hoạt động như một chủ doanh nghiệp và nhà hoạt động.